# Koji Seki
Koji Seki (関 浩二, Seki Koji) est un footballeur japonais né le 26 juin 1972. Il était attaquant.